# کوه تاراناکی
کوه تاراناکی یا کوه اگمونت آتشفشان چینه‌ای فعال است که در غرب سؤال جزیرهٔ شمالی نیوزیلند قرار دارد. این کوه به صورت عمومی به عنوان تاراناکی مورد اشاره قرار می‌گیرد اما دارای دو نام است، این کوه توسط جیمز کوک اگمونت نام‌گذاری شد ولی مردم محلی به آن تاراناکی می‌گویند. این کوه دارای ارتفاع ۲۵۱۸ متر است و یکی از متقارن‌ترین مخروط‌های آتشفشانی است. در قسمت جنوبی این کوه خوشه‌ای دیگر با ارتفاع ۱۹۶۶ متر قرار دارد که توسط مردم محلی پانی‌تاهی خوانده می‌شود.

## نام
برای قرون متمادی این کوه توسط مائوری‌ها تاراناکی خوانده می‌شود. تارا در زبان محلی به معنای قله کوه است و تصور می‌شود ناکی به معنای درخشان است که اشاره به زمستان پوشیده از برف دامنه بالایی آن است. کاپیتان کوک در ۱۱ ژانویه ۱۷۷۰ آنرا اگمونت نامید.